# Buraco
Le buraco (ou burraco en Italie et en Croatie) est un jeu de cartes de la même famille que la canasta et le rami. Il est quelque peu plus simple que ces derniers. Il se joue soit à deux, soit à trois, soit à quatre joueurs en équipes fixes de deux et sinon à cinq. Il se joue en établissant des combinaisons en groupes de cartes de même rang ou de même couleur.

## Historique
Le buraco est né autour des années 1940 en Uruguay et s'est répandu en Italie dans les années 1980 où il est devenu populaire. Il est aussi répandu dans le monde arabe sous le nom baraziliya signifiant « brésilien ». Son nom signifie « trou » en portugais, peut-être à cause des points négatifs appliqués aux joueurs qui n'ont pas fini.

## Aperçu des règles
Le buraco se joue avec deux jeux de 54 cartes (donc avec quatre jokers). Lorsqu'il se joue en équipes, les membres d'une équipe sont assis l'un en face de l'autre.
Le but du jeu est de dépasser 2 000 points.

### Donne
Au début de la partie, chaque joueur reçoit onze cartes, et onze autres cartes sont mises en réserve dans un « puits ». À quatre joueurs, chaque équipe se partage le « puits » lui correspondant. Le reste de cartes forme la pioche, la carte au sommet de la pioche est retournée pour constituer la défausse initiale. Pour trois ou cinq joueurs, réaliser les deux « puits » de 11 cartes et 18 cartes.

### Tour de jeu
À chaque tour, le joueur :
- prend soit une carte au sommet de la pioche, soit l'ensemble de la défausse ;
- peut déposer en alignant devant lui au moins trois cartes d'une suite dans une couleur (par exemple As, 2 et 3 de cœur) ou d'une série d'une même figure (par exemple des valets) ;
- il peut aussi compléter une suite ou une série existante déjà déposée devant lui ou son partenaire ;
- rejette une carte sur la défausse.

Dans les suites :
- l'as est considéré au choix comme au-dessus du roi ou en-dessous du 2.
- le 2 est considéré au choix comme une pinella ou un 2 en-dessous du 3.

### Dépôt
Lorsque le joueur peut réaliser avec l'ensemble de ses cartes des combinaisons de suite d'une même couleur (en pique, cœur, carreau, trèfle : As, roi, dame, cavalier, valet, 10, 9, 8, 7, 6, 5, 4, 3, 2, 1) ou de série (cartes identiques de couleur différentes; Exemple : plusieurs rois, plusieurs 8... ) avec un minimum de trois cartes. Il fait son dépôt et récupère le « puits » de son équipe ou le sien.

### JokersetPinella
Les quatre jokers remplacent n'importe quelle carte. Il en va de même des huit 2 (« pinellas »), qui peuvent aussi simplement valoir un 2.
En cours de partie, on peut remplacer dans une série un joker ou une pinella par la carte qu'il remplaçait jusque là ; le joker se déplace alors à la fin de la série.
À aucun moment il ne peut y avoir plus d'un joker ou d'une pinella dans un groupe ou une série (on ne compte pas les 2 qui valent simplement 2).

### Puits
La première fois qu'un joueur n'a plus de cartes en main (soit avant la défausse, soit après celle-ci), il prend les cartes de son « puits », redémarrant ainsi comme au début de la partie. S'il n'a plus de carte en main quand il prend son « puits», il continue à jouer son tour jusqu'à ce qu'il jette une carte dans la défausse.

### Fin de partie
Pour terminer, il faut remplir trois conditions :
- avoir pris son « puits » ;
- avoir fait au moins un « buraco », c'est-à-dire une série  ou une suite de sept cartes au moins ;
- ne plus avoir de cartes en main.

### Décompte des points
le décompte se fait en deux parties :
L'annonce :
Le fait de terminer apporte 100 points, de ne pas avoir pris son puits retranche 100 points.
Les buracos valent plus ou moins de points selon qu'ils comportent des jokers ou des pinellas :
- buraco « pur » ou « propre » (minimum de 7 cartes et pas de joker ni de pinella) : 200 points
- buraco « semi-pur » ou « semi-propre » (minimum de 8 cartes avec un joker ou une pinella à l'extrémité) : 150 points
- buraco « impur » ou « sale » (minimum de 7 cartes avec un joker ou une pinella au milieu) : 100 points

Et le nombre de points :
Les joueurs comptent alors les points des cartes déposées devant eux dans des séries, et retranchent les points des cartes qui leur restent en main :
- 3, 4, 5, 6, 7 : 5 points ;
- 8, 9, 10, valet, dame, roi : 10 points ;
- As : 15 points ; sinon 1 : 5 points
- Pinella : 20 points ; sinon 2 : 5 points
- Joker : 30 points.

Ensuite, on additionne les deux parties pour connaître la totalité des points pour chaque joueur ou équipe.